# 中山製鋼所
株式会社中山製鋼所（なかやませいこうじょ）は、大阪市大正区に本社を置く鉄鋼メーカーである。戦前からの日本有数の高炉メーカーであり、戦後は大証二部上場の尼崎製鈑を子会社として有していた。社会人野球クラブは戦前からの歴史を持つ名門である。1940年には中山報恩会を設立して教育援助を始め、学校法人中山学園（現・学校法人浪工学園）を設立した。

## 概要
旧・三和銀行（現・三菱UFJ銀行）の融資系列で構成される三和グループの三水会とその後身社長会である水曜会およびみどり会の主要な構成企業であり、1967年に三水会が発足した当時のメンバー22社の一つでもある。
1919年に中山悦治が個人経営で兵庫県尼崎市で亜鉛鉄板製造業として創業した事が始まりとされる。1923年に株式会社中山悦治商店として法人化し現在の船町工場へ移転。1934年に現商号の株式会社中山製鋼所に改称した。1939年に高炉を設置し、銑鋼一貫製鉄所となる。
2001年には世界初の微細粒熱延鋼板（NFG）の製品化に成功。
事業環境の変化により素材調達の外部への移行を進め、2002年に高炉・転炉を休止。これらに代えてNSR（中山式冷鉄源溶解法）を導入するが2010年にNSRも休止し、以後の自社での素材生産は電気炉のみとした。素材の不足分については日本製鉄や神戸製鋼所から鋼片の供給を受けている。その後も2012年に厚板工場を休止するなどリストラを進めている。
2013年2月、連結子会社であった南海化学の全株式（子会社保有分含む）を、同社経営陣が設立した特別目的会社南海グローバルケミ株式会社に譲渡。
2010年3月期以降、連続して営業赤字を計上し財務状況が悪化していたが、2013年3月28日、地域経済活性化支援機構に事業再生計画を提出し支援を申請。同日、機構による支援が決定し私的整理による再建をめざすこととなった。金融機関が債務総額の51%に相当する約602億円の債権放棄を行うこと、新日鐵住金（現・日本製鉄）、阪和興業、日鐵商事（現・日鉄物産）、エア・ウォーター、大阪瓦斯、大和PIパートナーズの6社に対し第三者割当増資を行い、約90億円の資金調達を行うこと、連結子会社5社を完全子会社化することとされている。この第三者割当増資により、増資引受先の6社の議決権比率は合計で3分の2を超えることとなる。同日、2013年3月期決算で多額の減損損失を計上し債務超過に陥ることを発表したが、2013年8月27日に事業再生計画に基づく債権放棄及び第三者割当増資が実施され、債務超過は解消された。

## 沿革
- 1923年12月 - 株式会社中山悦治商店を設立(本社大阪市) 資本金50万円
- 1934年6月 - 商号を株式会社中山製鋼所と改称
- 1939年9月 - 南海化学工業株式会社（現南海化学株式会社）を合併
- 1949年5月 - 東京及び大阪証券取引所市場第一部に上場
- 1951年6月 - 南海化学工業株式会社（現南海化学株式会社）を分離
- 1960年4月 - 名古屋製鋼所(愛知県)線材工場操業開始
- 1962年6月 - 清水製鋼所(静岡県)中板工場操業開始
- 1974年9月 - 子会社中山不動産株式会社(現中山興産株式会社)を設立
- 1993年10月 - 三星機工株式会社を合併
- 1996年7月 - 子会社中山共同発電株式会社を設立
- 1998年6月 - 子会社中山名古屋共同発電株式会社を設立
- 1999年
  - 4月 - 関連会社3社の合併により中山三星建材株式会社を設立
  - 同月 - 中山共同発電株式会社営業開始
- 2000年
  - 4月 - 中山名古屋共同発電株式会社営業開始
  - 10月 - 清水製鋼所及び名古屋製鋼所の加工鋼材の生産・販売を中山三星建材株式会社に営業譲渡
- 2001年4月 - 中山三星建材株式会社、中山通商株式会社ほか4社を連結子会社化
- 2003年3月 - 中山共同発電株式会社、中山名古屋共同発電株式会社の株式譲渡により両社を連結対象から除外
- 2011年12月 - 大阪証券取引所の上場を廃止
- 2013年
  - 2月 - 南海化学株式会社の株式譲渡により南海化学株式会社と南海化学株式会社の100%子会社である富士アミドケミカル株式会社を連結対象から除外
  - 4月 - 株式会社中山アモルファスを新設し、アモルファス事業を分割
  - 7月 - 中山三星建材株式会社、中山通商株式会社、三星商事株式会社、三星海運株式会社、三泉シヤー株式会社を株式交換により完全子会社化
  - 8月 - スポンサー6社（新日鐵住金株式会社（現日本製鉄株式会社）、阪和興業株式会社、日鐵商事株式會社（現日鉄物産株式会社）、エア・ウォーター株式会社、大阪瓦斯株式会社、及び大和PIパートナーズ株式会社）を引受先とする第三者割当増資を実行
- 2018年8月 - 株式会社中山アモルファスを清算
- 2021年10月 - 株式会社中山棒線を合併
- 2022年
  - 4月 - 中山三星建材株式会社を合併
  - 同月 - 東京証券取引所の市場区分見直しにより市場第一部よりプライム市場へ移行
- 2025年5月 - 日本製鉄との間で、両社の共同出資による電気炉保有会社の設立・船町工場内への新電気炉の建設と、新電気炉の運用・製品供給に関する業務提携の基本合意書を締結（後述）[9]。

## 製造拠点
- 本社・船町工場 - 大阪市大正区船町1-1-66
  - 2002年の高炉・転炉の休止、2010年の冷鉄源溶解法の休止以降は、もっぱら電気炉により鉄源の生産を行っている。2030年以降の電気炉の更新・生産能力増強に関し、2025年に日本製鉄との間で、両社の共同出資（中山製鋼所51%・日本製鉄49%）により電気炉保有会社を設立し、この新会社が船町工場内の高炉・転炉跡地に新たな電気炉を建設することで合意した[9][10]。併せて、この新電気炉の運用は中山製鋼所が行い、生産する鋼片の一部を、鋼片のままあるいは熱延加工したホットコイル製品として日本製鉄に供給する業務提携について、2025年に両社間で基本合意書を締結した[9][10]。

## トピック
- 工場の建物内が、ハリウッド映画「ブラック・レイン」のロケ地として使用された。

## 人材育成
- 優秀な社員を兵庫県尼崎市の産業技術短期大学（1962年、一般社団法人日本鉄鋼連盟が設立）に派遣し、人材育成を行っている。具体的には、「製造現場における知識創造と人材の多機能育成政策・綿密な能力開発策のひとつとして、企業内選抜を経て中堅技術者への昇進に結びつく産業技術短期大学への派遣を行う政策の実行」であり、このような人材育成形態（教育訓練形態）を「オフ・ザ・ジョブ・トレーニング・OFF-JT」という。